# Cuivré de la bistorte
Lycaena helle
Espèce
Statut de conservation UICN

 EN A1cde : En danger
Statut CITES
Le Cuivré de la bistorte (Lycaena helle) est une espèce paléarctique d'insectes lépidoptères (papillons) de la famille des Lycaenidae et de la sous-famille des Lycaeninae.

## Dénomination
Lycaena helle (Denis et Schiffermüller, 1775)
Synonymes : Helleia helle, Papilio amphidamas (Esper).

### Noms vernaculaires
Le Cuivré de la bistorte se nomme Violet Copper en anglais, Blauschillernde Feuerfalter en allemand et Blauwe vuurvlinder en néerlandais.

### Sous-espèces
- Lycaena helle helle
- Lycaena helle magdalenae
- Lycaena helle phintonis (Fruhstorfer, 1910)[2].

## Description
Le Cuivré de la bistorte est un petit papillon présentant un léger dimorphisme sexuel. Le mâle, plus petit, est violet (ou plutôt présente un glacis violet qui recouvre presque totalement un fond orange) avec une bande submarginale orange alors que la femelle, plus grande présente des dessins en ligne submarginale de points bleus sur fond orange aux ailes antérieures.
Le revers de l'aile antérieure est orange orné de points noirs cerclés de blanc et l'aile postérieure est marron clair avec une bande submarginale orange bordée à l'intérieur de points noirs soulignés de blanc.

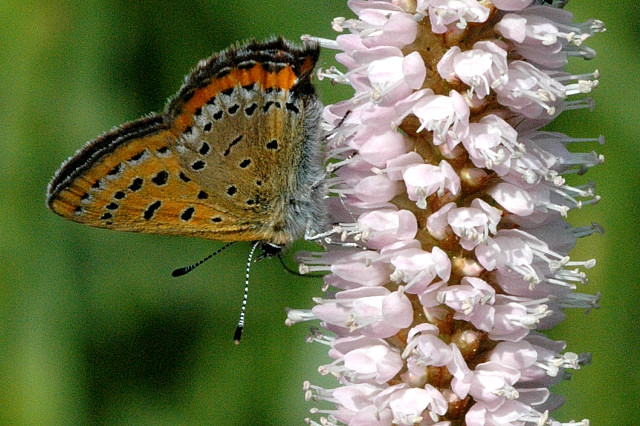
Revers de Lycaena helle

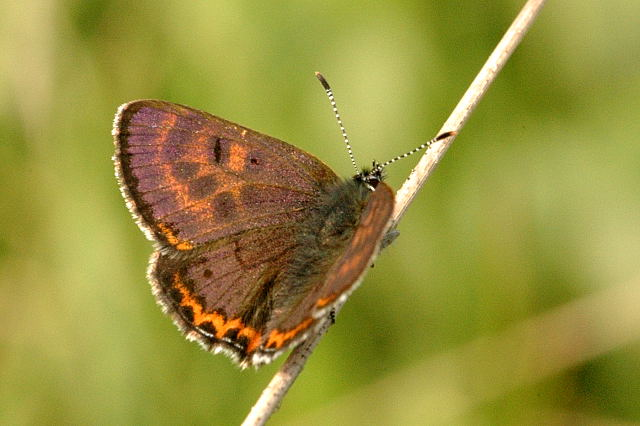
Lycaena helle

### Espèces proches ou ressemblantes
Dans son aire de répartition, le Cuivré commun.

## Biologie

### Période de vol et hivernation
Il vole de mai à juillet et parfois août, en une génération, parfois deux.
Il hiverne à l'état de chrysalide.

### Plantes hôtes
Ses plantes hôtes sont la renouée bistorte Polygonum bistorta en Europe Centrale et la renouée vivipare Polygonum viviparum en Scandinavie. L'utilisation des Rumex ou oseilles sauvages reste à confirmer.

## Écologie et distribution
Le Cuivré de la bistorte est présent sous forme de petites colonies en Europe (France, Belgique, Allemagne, Slovaquie, République tchèque et Scandinavie), en Sibérie et en Mongolie.
En France on ne le trouve que dans quelques départements, Ardennes, Vosges, Doubs, Jura, Allier, Loire, Puy-de-Dôme, Ariège et Pyrénées-Orientales,.

### Biotope
C'est un lépidoptère des prairies marécageuses fleuries et des tourbières.

### Protection
Le Cuivré de la bistrote est inscrit sur la liste des insectes strictement protégés de l'annexe II et de l'annexe IV de la Directive Habitats du Conseil de l'Europe concernant la conservation des habitats naturels ainsi que de la faune et de la flore sauvages du 21 mai 1992 transposé en droit français par l'inscription du cuivré de la Bistrote sur la liste rouge des insectes de France métropolitaine (arrêté du 22 juillet 1993 fixant la liste des insectes protégés sur le territoire national). Il est aussi sur la liste rouge en Bavière, en Saxe et en Bade-Wurtenberg.
Espèce protégée en France, le Cuivré de la bistrote est en régression partout où disparaissent les zones humides.

## Philatélie
Il est présent sur un timbre de la poste allemande de 1991.